# John Pocock
John Greville Agard Pocock (Londres, 7 de março de 1924 - 12 de dezembro de 2023) foi um historiador neozelandês, especialista na área da história do pensamento político e um dos integrantes da Escola de Cambridge.

## Biografia
John G. A. Pocock nasceu em Londres em 7 de março de 1924, tendo logo emigrado para a Nova Zelândia, onde fez os seus estudos básicos e universitários. Posteriormente, ingressou na Universidade de Cambridge, na Inglaterra, onde realizou seu doutorado. Em 1966, tornou-se professor da Universidade Johns Hopkins, nos Estados Unidos, onde permanece até hoje. Pocock é um dos universitários mais influentes na área da história do pensamento político. Os seus trabalhos sobre o republicanismo atlântico impuseram um novo entendimento sobre o tema, obrigando uma profunda reformulação do pensamento democrático. Sua produção científica se caracteriza pela abrangência disciplinas, espacial e temática, demonstrando interesse em temas diversos. Juntamente com Quentin Skinner, John Dunn, Peter Laslett e outros, Pocock é um dos expoentes da Escola de Cambridge, uma tradição historiográfica que buscou renovar os estudos sobre a história do pensamento político. O autor publicou uma extensa obra nesta área, destacando-se livros como The Ancient Constitution and the Feudal Law (1957), Politics, Language and Time (1971) e The Machiavellian Moment (1975).

## Monografias
Pocock publicou as seguintes monografias:
- 1957 - A Constituição Antiga e a Lei Feudal: um estudo sobre o pensamento histórico inglês no século XVII (The Ancient Constitution and the Feudal Law: a study of English Historical Thought in the Seventeenth Century)
- 1965 - Os Maori e a Política da Nova Zelândia (The Maori and New Zealand Politics)
- 1971 - Política, Linguagem e Tempo: ensaios sobre pensamento político e história (Politics, Language and Time: Essays on Political Thought and History)
- 1973 - Obrigação e Autoridade em Duas Revoluções Inglesas: a palestra do Dr. W. E. Collins proferida na Universidade em 17 de maio de 1973 (Obligation and Authority in Two English Revolutions: the Dr. W. E. Collins lecture delivered at the University on 17 May 1973)
- 1975 - O Momento Maquiavélico: o pensamento político florentino e a tradição republicana do Atlântico (The Machiavellian Moment: Florentine Political Thought and the Atlantic Republican Tradition)
- 1985 - Virtude, Comércio e História: Ensaios sobre o Pensamento Político e a História Principalmente no Século XVIII (Virtue, Commerce and History: Essays on Political Thought and History Chiefly in the Eighteenth Century)
- 1987 - Edmund Burke: reflexões sobre a Revolução na França (Edmund Burke: Reflections on the Revolution in France)
- 1988 - Mudança Conceitual e a Constituição (Conceptual Change and the Constitution)
- 1992 - James Harrington: The Commonwealth of Oceana e A System of Politics (James Harrington: The Commonwealth of Oceana and A System of Politics)
- 1993 - As Variedades do Pensamento Político Britânico 1500-1800 (The Varieties of British Political Thought 1500–1800)
- 1997 - Edward Gibbon: ensaios bicentenários (Edward Gibbon: Bicentenary Essays)
- 1999 - Barbarismo e Religião, vol.1: os Iluminismos de Edward Gibbon (Barbarism and Religion, vol.1: The Enlightenments of Edward Gibbon, 1737–1794)
- 1999 - Barbarismo e Religião, vol.2: Narrativas do governo civil (Barbarism and Religion, vol.2: Narratives of Civil Government)
- 2003 - Barbarismo e Religião, vol.3: o primeiro Declínio e Queda (Barbarism and Religion, vol.3: The First Decline and Fall)
- 2005 - Barbarismo e Religião, vol.4: Bárbaros, Selvagens e Impérios (Barbarism and Religion, vol.4: Barbarians, Savages and Empires)
- 2005 - A descoberta das ilhas: ensaios sobre a história britânica (The Discovery of Islands: Essays in British History)
- 2009 - Pensamento Político e História: Ensaios sobre Teoria e Método (Political Thought and History: Essays on Theory and Method)
- 2011 - Barbarismo e Religião, vol.5: Religião: o Primeiro Triunfo (Barbarism and Religion, vol.5: Religion: the First Triumph)
- 2015 - Barbarismo e Religião, vol.6: Barbárie: Triunfo no Ocidente (Barbarism and Religion, vol.6: Barbarism: Triumph in the West)